# Richard Stein (Verleger)

Richard Stein

Richard Stein (* 20. August 1871 in Prostějov/Mähren; † 6. Oktober 1932 in Wien) war ein österreichischer Verleger. Der promovierte Jurist und ausgebildete Buchdrucker leitete gemeinsam mit seinem Vater Markus Stein von 1898 bis zu seinem Tod die Geschäfte der Manz’schen Verlags- und Universitätsbuchhandlung in Wien.

## Schule, Militär und Studium
Richard Stein war das erste Kind Markus und Nanette Steins. Er wurde noch vor der Übersiedlung der Familie nach Wien in Mähren geboren, wo sein Vater als Lehrer tätig war. Richard Stein hatte vier Geschwister: Paula verehel. Kemperling (1878–1952), Emma verehel. von Sax (1882–1969), Helene verehel. Winger (1884–1945) sowie Erwin (1885–1958). Zwei weitere Schwestern starben bereits im Säuglingsalter.
Er besuchte das renommierte Akademische Gymnasium in Wien, auf das aufgrund seiner liberalen Prägung viele Wiener Juden ihren Nachwuchs schickten, und trat nach der Matura als „Einjährig-Freiwilliger“ in das Böhmische Dragoner-Regiment Nr. 13 „Eugen Prinz von Savoyen“ ein. Bereits am 7. September 1885 war Richard Stein zum Evangelischen Bekenntnis H. B. übergetreten.
Nach absolviertem Militärdienst nahm er 1890 das Studium der Rechte an der Universität Wien auf, das er sechs Jahre später mit ausgezeichnetem Erfolg abschloss. Um sich auf die Tätigkeit im Familienbetrieb vorzubereiten, schloss Richard Stein noch eine Ausbildung zum Buchdrucker beim heute noch bestehenden Verlag Klinkhardt in Leipzig an.

## Heirat und Eintritt in den Verlag
1898 trat Richard Stein als Gesellschafter in die Manz’schen Verlags- und Universitätsbuchhandlung ein und heiratete noch im selben Jahr mit Frieda Luise Klinkhardt ein Mitglied jener protestantischen reichsdeutschen Verlegerfamilie, die zu jenem Zeitpunkt noch Anteile des Hauses Manz hielt und seinerzeit Markus Stein als Prokuristen bei Manz angestellt hatte.
Richard forcierte in der Folge den Ausbau des juristischen Verlagsprogramms. Im Verlag publizierten nun die Exponenten der Rechtswelt der k.u.k. Monarchie. „Die Manz’sche Sammlung der österreichischen Gesetze steht vielleicht einzig in der Welt da. Die handlichen schwarzen Bände sind die steten Begleiter aller Juristen und Verwaltungsbeamten und haben fast überall die officiellen Gesetzesausgaben verdrängt.“ Über die Wirtschaftskrise retteten Richard Stein und sein Vater den Verlag durch Gründung der „Collection Manz“, in der Werke der französischen Literatur des 18. und 19. Jahrhunderts in Neuausgaben aufgelegt und in den frankophonen Raum verkauft wurden, was für Deviseneinkünfte sorgte.

## Kinder und zweite Ehe
Aus der Ehe Richard Steins mit Frieda Klinkhardt gingen vier Kinder hervor: Robert (1899–1970), Walter (1901–1979), Maria Charlotte (1904–1956) und Edith (1910–1985). Mit Maria Luise von Newlinsky (1888–1945) hatte Richard Stein einen weiteren Sohn, Otto (1919–?). Er heiratete Frau von Newlinsky am 28. Mai 1922, nachdem er sich am 3. November 1921 von seiner ersten Frau hatte scheiden lassen.

## Auftraggeber von Loos und Kokoschka
Um 1909 beauftragten Richard und Markus Stein Adolf Loos mit dem Bau eines neuen Portals und der Ausstattung der Kontorsräumlichkeiten für die Buchhandlung am Kohlmarkt 16. 1912 führte Loos den Auftrag aus; das heute noch erhaltene Portal zählt zu den bedeutendsten Werken des Architekten in Wien. 1913 ließ Richard Stein Loos eine Wohnung für sich und seine Familie adaptieren (nicht erhalten).
Loos war es wohl auch, der Richard Stein seinen Protegé Oskar Kokoschka vermittelte. 1909 ließ Richard Stein sich selbst und seine beiden Kinder Walter und Maria Charlotte von dem damals 24-jährigen Künstler malen.

## Letzte Jahre und Tod
Um 1930 machten sich bei Richard Stein gesundheitliche Probleme bemerkbar; er begann, Verantwortung an seinen Sohn Robert abzugeben. Nach „langem, schweren Leiden“ verstarb Richard Stein am 6. Oktober 1932 im Alter von 61 Jahren in einem Wiener Sanatorium.